# آلامو (کالیفرنیا)
الامو، کالیفرنیا (به انگلیسی: Alamo, California) یک منطقهٔ مسکونی در ایالات متحده آمریکا است که در کالیفرنیا واقع شده‌است.

## خصوصیات
الامو ۲۵٫۰۳۷ کیلومترمربع مساحت و ۱۴٬۵۷۰ نفر جمعیت دارد و ۷۹ متر بالاتر از سطح دریا واقع شده‌است.